# (2122) Pyatiletka
(2122) Pyatiletka es un asteroide perteneciente al cinturón de asteroides, descubierto el 14 de diciembre de 1971 por Tamara Mijáilovna Smirnova desde el Observatorio Astrofísico de Crimea (República de Crimea).  

## Designación y nombre
Designado provisionalmente como 1971 XB. Fue nombrado Pyatiletka en homenaje al 50 aniversario de la creación del Plan Quinquenal para la URSS.